# سويطية
السويطية (الاسم العلمي: Neocallimastigaceae) هي فصيلة من الفطريات تتبع رتبة السويطيات من الطائفة السويطيانية.

## الأجناس
- السويطاء